# Siné

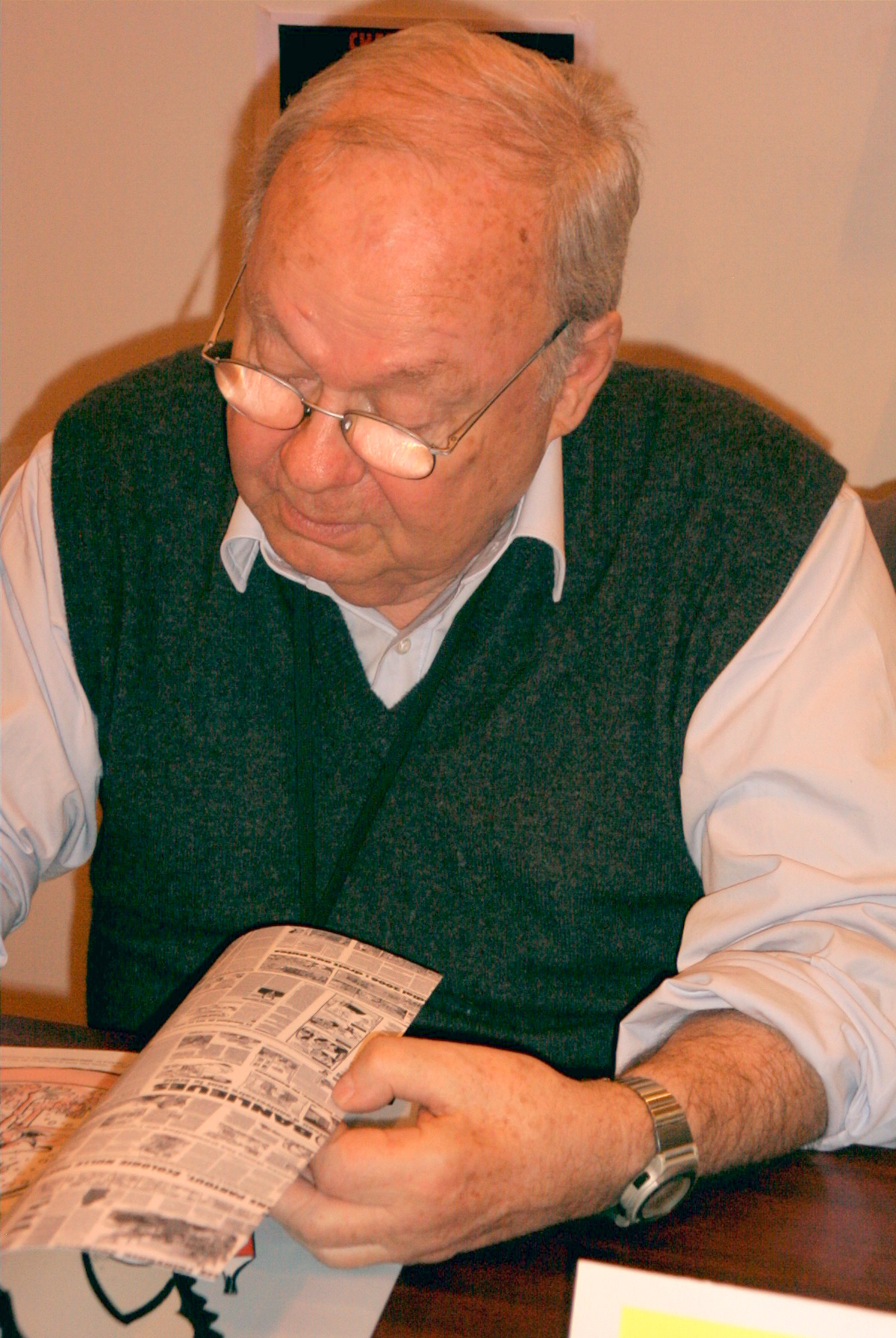
Siné beim Pariser Buchsalon (März 2007)

Siné (eigentlich Maurice Albert Sinet; * 31. Dezember 1928 in Paris; † 5. Mai 2016 ebenda) war ein französischer Zeichner und Satiriker. Er war Herausgeber des satirischen Wochenmagazins Siné Mensuel.

## Leben
Maurice Albert Sinet trug den Familiennamen von Albert Sinet, dem damaligen Ehemann seiner Mutter. Diese Ehe wurde geschieden. Die Mutter, Inhaberin eines kleinen Lebensmittelladens, heiratete anschließend den Kunstschmied Laurent Versy, den leiblichen Vater von Maurice.
1942 begann er eine Ausbildung zum Grafiker an der renommierten École Estienne in Paris. Seinen Lebensunterhalt verdiente er als Sänger in Nachtclubs. Von 1946 bis 1948 war er Sänger bei der Gruppe Les Garçons de la rue. Nach seiner Militärzeit begann er zu zeichnen; seine Einkünfte erzielte er zunächst mit Retuschen von Erotikfotos.
1952 erschien das erste Mal eine Zeichnung von ihm in France Dimanche. 1955 erhielt er den Grand Prix de l’Humour Noir für seine Sammlung Complainte sans Paroles. Einer breiten Öffentlichkeit bekannt wurde er durch eine Serie von zart empfundenen Karikaturen von Katzen, die 1956 in France Soir erschienen.
Danach wechselte er zu L’Express als politischer Karikaturist. Dort polarisierte er die Leserschaft durch seine pointierte Ablehnung von Frankreichs Rolle im Algerienkrieg. Die Opposition gegen diesen Krieg unterstützte er auch durch aktives Handeln: „Ich versteckte Leute, ich fertigte falsche Papiere.“ In jener Zeit arbeitete er eng mit dem Anwalt Jacques Vergès zusammen, von dem er sich jedoch Jahre später, 1987, distanzierte, als letzterer das Verteidigungsmandat für Klaus Barbie übernahm. Siné wurde auch zum scharfen Kritiker und Karikaturisten von Präsident Charles de Gaulle. Zu seiner Antipathie gegen de Gaulle trug bei, dass Sinés Militärzeit von Kontroversen mit seinen Vorgesetzten geprägt war und dass ihm alles Militärische grundsätzlich zuwider war. Nach Auseinandersetzungen mit Jean-Jacques Servan-Schreiber, dem Herausgeber von L’Express, verließ Siné 1962 das Blatt. „Ich fand ihn zu weich, so wie die sozialistische Partei unserer Tage“, urteilte Siné später.
Siné brachte dann sein eigenes Blatt namens Siné massacre auf den Markt. Seine guten Verbindungen zu Algeriern aus der Zeit des Krieges verhalfen ihm zu Aufträgen der staatlichen algerischen Ölgesellschaft Sonatrach, für die er von 1965 bis 1980 zeichnete. 1968 gründete er gemeinsam mit Jean-Jacques Pauvert die Zeitschrift L’Enragé. Parallel dazu zeichnete er für die Zeitschrift Action.
Über sein Engagement für Algerien wurde er zum radikalen Fürsprecher der palästinensischen Sache und zum radikalen Gegner Israels. In einem Interview mit Radio Carbone 14 bekannte er sich 1982 schließlich offen zum Antisemitismus: „Ich bin Antisemit, seit Israel Bomben wirft. Ich bin Antisemit, und ich habe keine Angst mehr, das zuzugeben.“ Später entschuldigte er sich damit, dass er betrunken gewesen sei. Kritiker wie Pierre Desproges, der ihn als den „einzigen rechtsextremen Linken Frankreichs“ bezeichnete, und Bernard-Henri Lévy hielten jedoch an dem Vorwurf fest, er vertrete antisemitische und rassistische Auffassungen.
Von 1981 bis 2008 war Siné Zeichner bei der Zeitschrift Charlie Hebdo. Der Herausgeber, Philippe Val, entließ ihn 2008, weil er ihm antisemitische Polemik gegen die jüdische Schwiegertochter des Staatspräsidenten Nicolas Sarkozy vorwarf. Die Ligue Internationale Contre le Racisme et l’Antisémitisme erwirkte wegen dieser Polemik und wegen einer weiteren Serie von Zeichnungen, die sie als Verunglimpfung muslimischer Frauen bewertete, eine Anklage gegen Siné. Im November 2009 wurde Siné in erster Instanz vor dem Kammergericht in Lyon freigesprochen.
Nach seiner Entlassung bei Charlie Hebdo brachte Siné mit Siné Hebdo im September 2008 erneut ein eigenes satirisches Wochenblatt auf den Markt, das aber aufgrund unbefriedigender Absatzzahlen Ende April 2010 wieder eingestellt werden musste. Im September 2011 erfolgte die Neugründung als Monatszeitschrift Siné Mensuel. Die Zeitschrift, die ohne Anzeigen erscheint und 2014 eine Auflage von 15.000 Exemplaren erreichte, konnte sich trotz periodisch auftretender finanzieller Probleme am Markt behaupten.
Siné starb am Morgen des 5. Mai 2016 im Pariser Krankenhaus Hôpital Bichat-Claude-Bernard an den Folgen einer Lungenoperation.

## Publikationen
- Alles für die Katz. Deutsche Katzen, französische Katzen, englische Katzen und kosmopolitische Katzen. Diogenes Verlag, Zürich 1963.
- Les chats, Paris 1997: Le Cherche-midi. ISBN 978-2862744759.
- Ma vie, mon œuvre, mon cul!
Band 1: Paris 2002: Casterman. ISBN 978-2203340275.
Band 2: Paris 2003: Casterman. ISBN 978-2203340305.
Band 3: Paris 2004: Casterman. ISBN 978-2203342064.
- Siné, 60 ans de dessins, Paris 2009: Hoëbeke. ISBN 978-2842303587.